# دیمیتار زلاتانوف
دیمیتار زلاتانوف (بلغاری: Димитър Златанов) بازیکن سابق تیم ملی والیبال بلغارستان که به همراه این تیم به مدال نقره المپیک ۱۹۸۰ دست یافت.